# Montivipera raddei
Vipera raddei là một loài rắn trong họ Rắn lục. Loài này được Boettger mô tả khoa học đầu tiên năm 1890.

## Hình ảnh

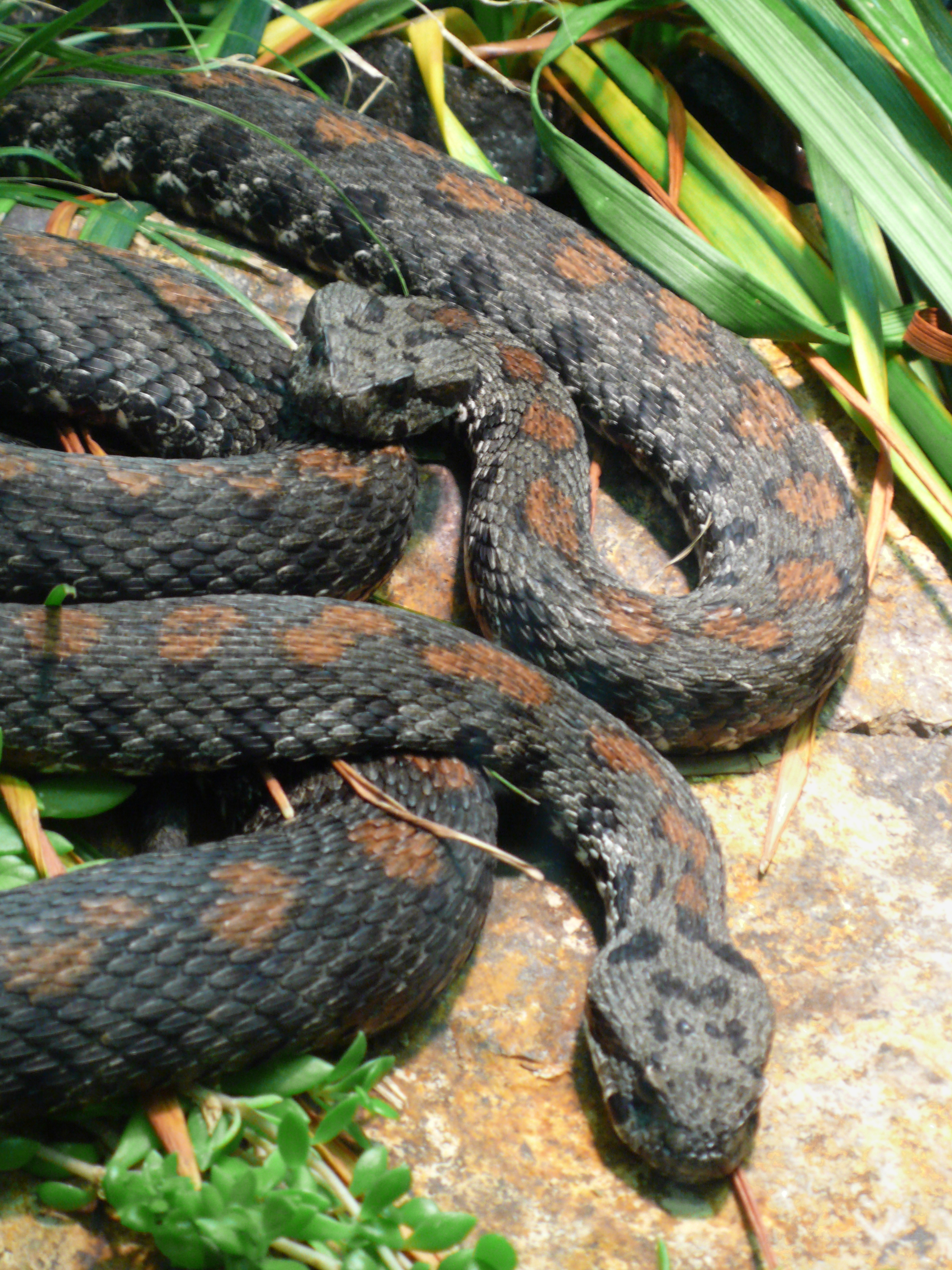
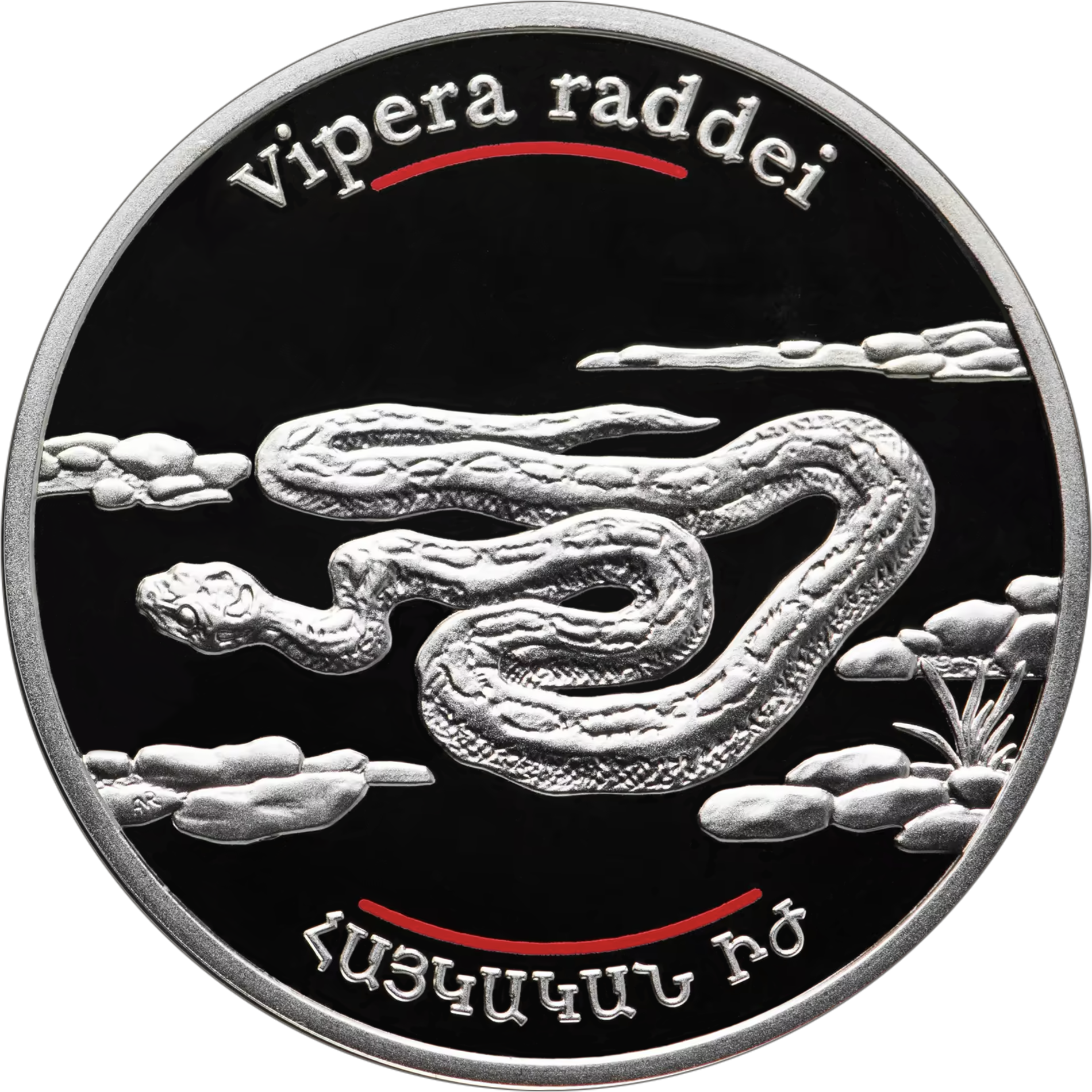
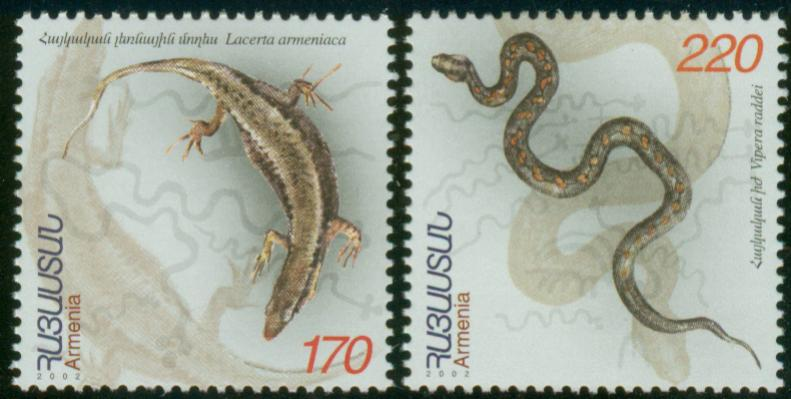
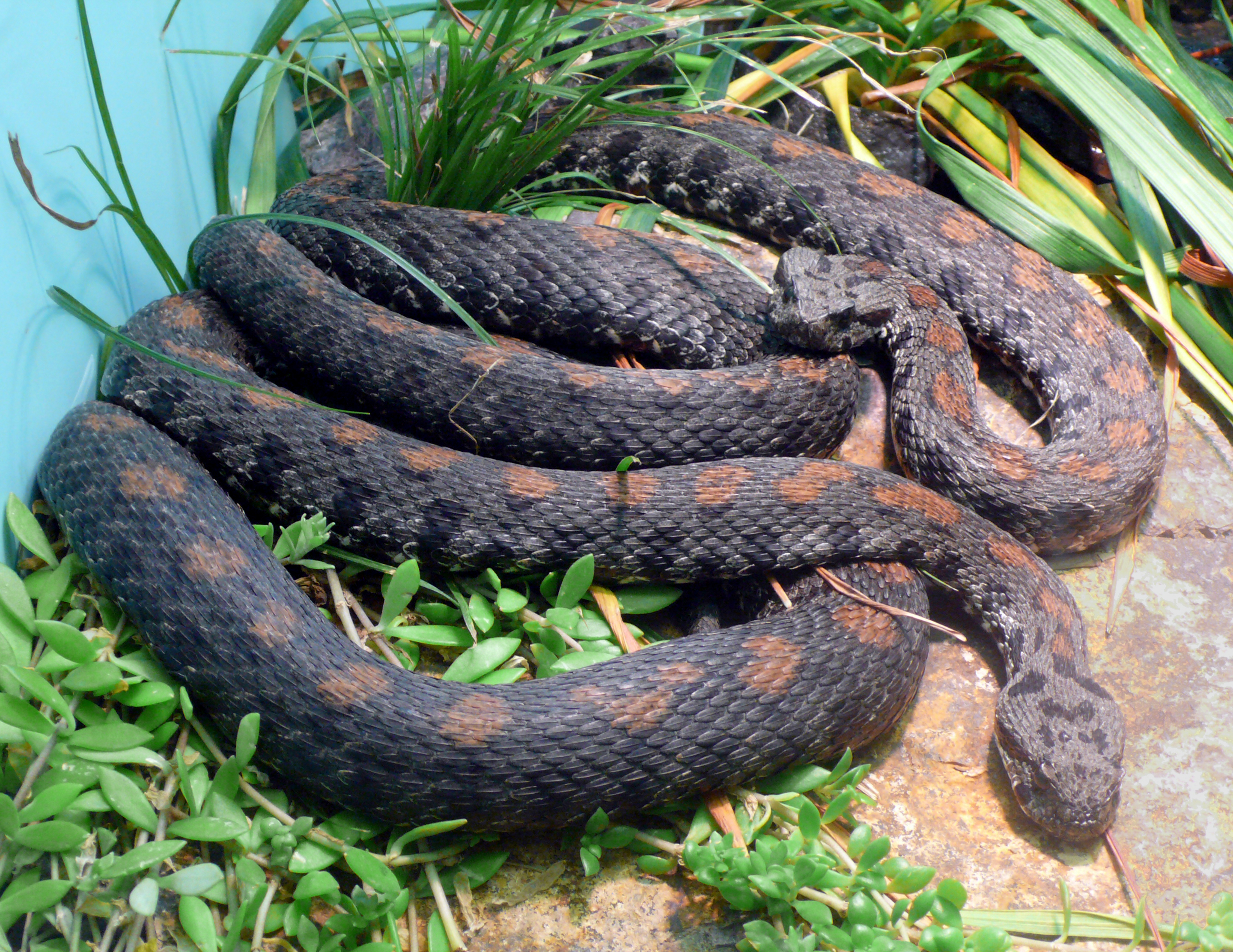